# Mitzi Shore
Mitzi Shore (født Saidel 25. juli 1930, død 11. april 2018) var en amerikansk ejer af komediklubben The Comedy Store, som blev medstiftet af hendes mand i Los Angeles i 1972. Mitzi blev ejer to år senere. Gennem klubben havde hun en stor indflydelse på karrieren hos flere fremtrædende amerikanske komikere i årtier. 

## Tidligt liv
Shore blev født Lillian Saidel den 25. juli 1930 i Marinette, Wisconsin. Hendes forældre var Fanny og Morris Saidel.

## The Comedy Store
Shores mand, Sammy Shore, var medstifter af Comedy Store i 1972. Da Sammy og Mitzi skiltes i 1974, erhvervede Mitzi fuldt ejerskab som en del af deres skilsmisse. Sammy Shore blev senere citeret i 2003 af Los Angeles Times for, at han "opgav kontrollen med klubben for ikke at betale så meget i underholdsbidrag".
Kort efter hun tog kontrol, fik Shore et betydeligt kontantlån fra komikeren Shecky Greene for, at hjælpe med at sikre fortsat drift. Hun var ikke kun involveret i den daglige ledelse, men også i rekruttering og udvikling af talent.
Komikere, hvis opstigning til berømmelse kan forbindes med, at arbejde i Comedy Store inkluderer blandt andet Whoopi Goldberg, Roseanne Barr, Robin Williams, Garry Shandling, Jay Leno, David Letterman, Chevy Chase, Andrew Dice Clay, Jim Carrey, Joe Rogan, Bill Burr.

### 1979 strejke
Shore nægtede at betale komikere der optrådte i hendes klub, og insisterede på, at stedet var en slags "komediehøjskole", hvor komikere lærte deres håndværk snarere end en pengeproducerende virksomhed. Men i 1979, efter at klubben var blevet udvidet grundigt, begyndte komikere at insistere på, at de fik betaling for deres arbejde. Shore nægtede, og kunstnerne gik i en bitter seks ugers strejkehandling . Blandt de involverede i at lede strejken var Jay Leno og David Letterman. Efter adskillige måneders blokade og en hændelse, hvor Leno blev såret af en bil, der forsøgte at køre gennem strejkeblokaden, gav Shore afkald på og accepterede at betale komikerne $ 15 (et beløb svarende til $ 53 dag)  pr. Sæt. Forliget skabte en præcedens, der resulterede i, at komedieklubber i New York begyndte at betale deres talent også, og andre komedieklubber overalt i USA fulgte trop ved at betale komikere for at optræde. 

### Belly Room
Allerede i 1978 havde Shore konverteret den øverste etage af The Comedy Store til "the Belly Room": en sal med 50 sæder, hvor hun udelukkende bookede kvindelige komikere. Salen fik ifølge Shore sit navn, fordi der tidligere forgik "mavedans, og andre ting" der. I 1970'erne var professionel komedie i høj grad en "drengeklub", og steder der bookede kvindelige komikere var sjældne.
Shores liberale tilgang til booking af talenter fortsatte i de følgende årtier. Da kvindelige komikere i 1990'erne var blevet mere etablerede, fortsatte Shore med at afprøve grænser med sit publikum ved at skabe specialaftener for latino-, homoseksuelle og lesbiske kunstnere.

### Comedy Channel Inc.
Shore ejede og drev Comedy Channel Inc. fra 1982 til hendes død - et firma, der blev oprettet for at skabe og sælge videobånd med forestillinger fra The Comedy Store.

## Skildringer i medierne
Karakteren Goldie i Showtime-tv-showet I'm Dying Up Here er løst baseret på Shore.
Joe Rogan dedikerede sit Netflix show 'Strange Times' fra 2018 til Shore. 

## Personligt liv og død
Hendes ægteskab med Sammy Shore varede fra 1950, indtil det sluttede i skilsmisse i 1974.  Parret har sammen fire børn: Peter, Scott, skuespiller Pauly og datter Sandi.    
Shore døde af en ukendt neurologisk lidelse, mens hun var under hospice-pleje i Los Angeles den 11. april 2018 i en alder af 87. Hun led af Parkinsons sygdom i sine senere år.